# Concepción (departamento de Corrientes)
Concepción é um departamento da Argentina, província de Misiones. Possui uma superfície de 5.008 km² e uma população de 18.411 habitantes (INDEC2001).